# Dominick Cirillo
Dominick Cirillo, detto Quiet Dom (East Harlem, 4 luglio 1929 – Bronx, 14 gennaio 2024), è stato un mafioso statunitense e un membro di alto rango della famiglia Genovese.
Legato a lungo alla fazione di Manhattan del clan, Cirillo scalò i vertici dell'organizzazione fino a diventare caporegime. In seguito, assunse temporaneamente il ruolo di boss reggente durante l'incarcerazione del capo Vincent Gigante, per poi lasciare l'incarico e ricoprire il ruolo di consigliori (consigliere).

## Biografia
Dominick Cirillo nacque il 4 luglio 1929 a East Harlem, New York, in una famiglia già legata alla criminalità organizzata. Suo padre, Alphonse Cirillo, era un caporegime della famiglia criminale Colombo di origini napoletano-lucane, nato a Potenza, in Basilicata. Durante gli anni in cui la famiglia era ancora nota come famiglia Profaci, Alphonse operava come uomo d'onore sotto Joseph Magliocco. Nel 1961 fu implicato nel tentato omicidio di Lawrence Gallo, fratello del noto mafioso Joseph Gallo, insieme a Carmine Persico e Salvatore D'Ambrosio. Tuttavia, nessuno fu incriminato poiché Gallo si rifiutò di collaborare con le autorità. Alphonse morì per cause sconosciute prima del 1963, ma divenne noto postumo dopo essere stato citato nella testimonianza del pentito Joseph Valachi, che lo inserì tra le centinaia di membri della mafia italo-americana. Nonostante la sua carriera criminale, Alphonse riuscì a evitare quasi completamente arresti, fatta eccezione per un'accusa minore di "ricezione criminale".
Dominick era fratello di Gaetano "Wheeg" Cirillo e suocero di John Caggiano, affiliato alla criminalità. Crebbe a East Harlem, in particolare sulla 117ª strada Est, e abbandonò gli studi alla Benjamin Franklin High School durante l’adolescenza. Fu un appassionato di boxe e combatté nei circoli giovanili del quartiere, tentando brevemente la carriera professionistica nella categoria dei pesi medi. Combatté nel 1949, ma dopo tre sconfitte per KO e un pareggio, si ritirò. Era un uomo robusto, alto circa 1,78 m e con un peso che negli anni '90 sfiorava i 90 kg.
Nel 1953, a 23 anni, Cirillo si dichiarò colpevole di aver gestito una rete clandestina di traffico di eroina, che si stima fruttasse fino a 20.000 dollari al giorno. Fu condannato e scontò quasi quattro anni nel carcere federale di Milan, in Michigan. Tornato a East Harlem, fu arrestato altre quattro volte tra il 1958 e il 1965 per associazione con criminali noti, ma in tutti i casi le accuse furono archiviate.
Sposò Bella, una donna italoamericana, con cui ebbe due figli: Nicholas e Anne Marie. Cirillo era noto tra gli affiliati per il suo carattere riservato, al punto che per menzionarlo si usava un gesto in codice: portare il dito alle labbra. Ufficialmente, dichiarava di essere un operaio edile in pensione e di vivere con un assegno mensile di sicurezza sociale da 510 dollari. Risiedeva nel tranquillo quartiere di Country Club nel Bronx nord-orientale, vicino a Pelham Bay Park ed Eastchester Bay.
Fin da giovane, fu amico stretto e complice criminale di Vincent "Chin" Gigante, futuro capo della famiglia Genovese, nella quale anche Cirillo avrebbe avuto un ruolo di primo piano. Il suo abbigliamento eccentrico era motivo di scherno tra alcuni membri della famiglia, che lo paragonavano ai costumi del clown Emmett Kelly.

## Carriera sportiva
Dominick Cirillo iniziò la sua carriera come pugile, allenato dall’ex campione del mondo dei pesi massimi Tommy Ryan e gestito da Thomas "Tommy Ryan" Eboli, che in seguito sarebbe diventato boss della famiglia Genovese. In quegli anni, Cirillo si avvicinò progressivamente all’ambiente criminale del quartiere, assieme a un altro pugile e futuro alleato nella malavita: Vincent “Chin” Gigante.
Cirillo combatteva nella categoria dei pesi medi, con un peso che oscillava tra le 151 e le 156 libbre (circa 69–71 kg). Tuttavia, la sua carriera sul ring fu breve e poco brillante. Nel 1949, a soli 20 anni, disputò diversi incontri professionistici:
- 9 marzo 1949 - Debutto contro Matt Ward al Westchester County Center di White Plains, New York: sconfitta per KO[4]
- 23 marzo - Ancora sconfitto per KO da Emerson Charles nello stesso impianto[4]
- 6 aprile - Match interrotto per squalifica contro Bobby Holt al Manhattan Center[4]
- 4 maggio - Combatté contro Mike Gillo alla New Haven Arena in Connecticut[4]
- 19 dicembre - Ultimo incontro contro Johnny Kohan al Laurel Garden Arena di Newark, New Jersey[4]

Nel complesso, disputò sedici riprese, perdendo tre incontri, ritirandosi da uno, vincendone soltanto uno. I due KO subiti nei primi incontri segnarono l’inizio e quasi la fine della sua carriera, che si chiuse entro la fine dello stesso anno.

## Carriera criminale

### La famiglia Genovese
La prima condanna penale per Dominick Cirillo risale al 1952, quando fu incarcerato con l'accusa di traffico di stupefacenti.
Negli anni successivi, rafforzò sempre più il suo legame con Vincent “Chin” Gigante, che a partire dalla metà degli anni ’80 veniva ormai considerato il boss di fatto della famiglia Genovese. Mentre Gigante manteneva il controllo del clan dalle strade (pur fingendosi affetto da malattie mentali per depistare le autorità), Cirillo operava nell’ombra con il ruolo chiave di intermediario: era lui a trasmettere messaggi e direttive tra Gigante e i vari caporegime della famiglia.
Grazie al suo profilo riservato, silenzioso e discreto, Cirillo si guadagnò il soprannome di "Quiet Dom" e, per molti anni, riuscì a sfuggire all’attenzione delle forze dell’ordine, pur rimanendo profondamente radicato nei vertici dell’organizzazione.

### Boss ad interim
Nel 1997, dopo l’arresto e la condanna di Vincent "Chin" Gigante per reati di racket e associazione a delinquere, la guida della famiglia Genovese fu affidata a una sorta di comitato direttivo, noto come “l’Amministrazione”. A capo di questo organo vi era ufficialmente Dominick Cirillo, che assunse così il ruolo di boss ad interim.
In questa posizione, Cirillo rappresentava formalmente la famiglia Genovese nei rapporti con le altre famiglie mafiose di New York, pur rimanendo Gigante il leader occulto e il punto di riferimento decisionale finale. Di fatto, però, per le autorità federali Cirillo era considerato l’uomo più potente della famiglia Genovese, colui che gestiva attivamente le operazioni sul campo.
Nel 1998, a seguito di un infarto, fu costretto a ritirarsi temporaneamente dal ruolo di boss, ma nello stesso anno tornò a ricoprire la carica di caporegime, mantenendo comunque un'influenza rilevante all’interno della famiglia.

## La scomparsa di Nicholas Cirillo
Il 9 maggio 2004, Nicholas Cirillo, figlio di Dominick, scomparve nel nulla. Non era considerato un uomo d’onore all’interno di nessuna famiglia mafiosa. Tre settimane dopo, la sua auto abbandonata fu ritrovata, ma del giovane non si ebbero più notizie.
Secondo le indagini, Nicholas sarebbe stato ucciso per aver offeso il figlio di Vincent "Vinny Gorgeous" Basciano, boss ad interim della famiglia Bonanno, e quello del suo caporegime Dominick Cicale. Non è mai stato chiarito se un simile omicidio avrebbe potuto avvenire senza l’approvazione esplicita di Dominick Cirillo. Alcune fonti del 2010 sostengono anzi che fu lo stesso Dom a ordinare l’uccisione del figlio, proprio nel giorno della Festa della Mamma del 2004.
Il 4 dicembre 2004, Randolph Pizzolo, sospettato di aver avuto un ruolo attivo nell’omicidio e nella sparizione di Nicholas, fu a sua volta ritrovato crivellato di colpi.

## Arresto e condanna
Il 18 ottobre 2005, Dominick Cirillo - nuovamente riconosciuto dalle autorità come boss ad interim della famiglia Genovese al posto di Gigante - si dichiarò colpevole di associazione a delinquere e cospirazione mafiosa, insieme altri capi regime della famiglia: Lawrence "Little Larry" Dentico, John "Johnny Sausage" Barbato, Anthony "Tico" Antico.
A seguito della condanna, Cirillo fu condannato a 48 mesi di reclusione e obbligato a versare 75.000 dollari.

## Ultimi anni
Il 22 agosto 2008, all’età di 79 anni, Dominick Cirillo fu rilasciato dal carcere federale dopo aver scontato oltre tre anni di prigione.
Dopo la morte dello storico boss della famiglia Genovese, Vincent "Chin" Gigante, avvenuta nel dicembre 2005, Cirillo aveva nuovamente assunto il ruolo di boss ad interim, per poi passare a quello di consigliere, figura chiave e strategica nella struttura della famiglia mafiosa. Secondo diverse fonti, intorno al 2015 avrebbe rinunciato volontariamente al ruolo, cedendolo al suo successore, l'ex boss di strada Peter "Petey Red" DiChiara.

## Morte
Dominick “Quiet Dom” Cirillo è morto il 14 gennaio 2024, all’età di 94 anni.